# Коле Ротондо (Латина)
Коле Ротондо је насеље у Италији у округу Латина, региону Лацио.
Према процени из 2011. у насељу је живело 108 становника. Насеље се налази на надморској висини од 61 м.